# Bescuit (porcellana)

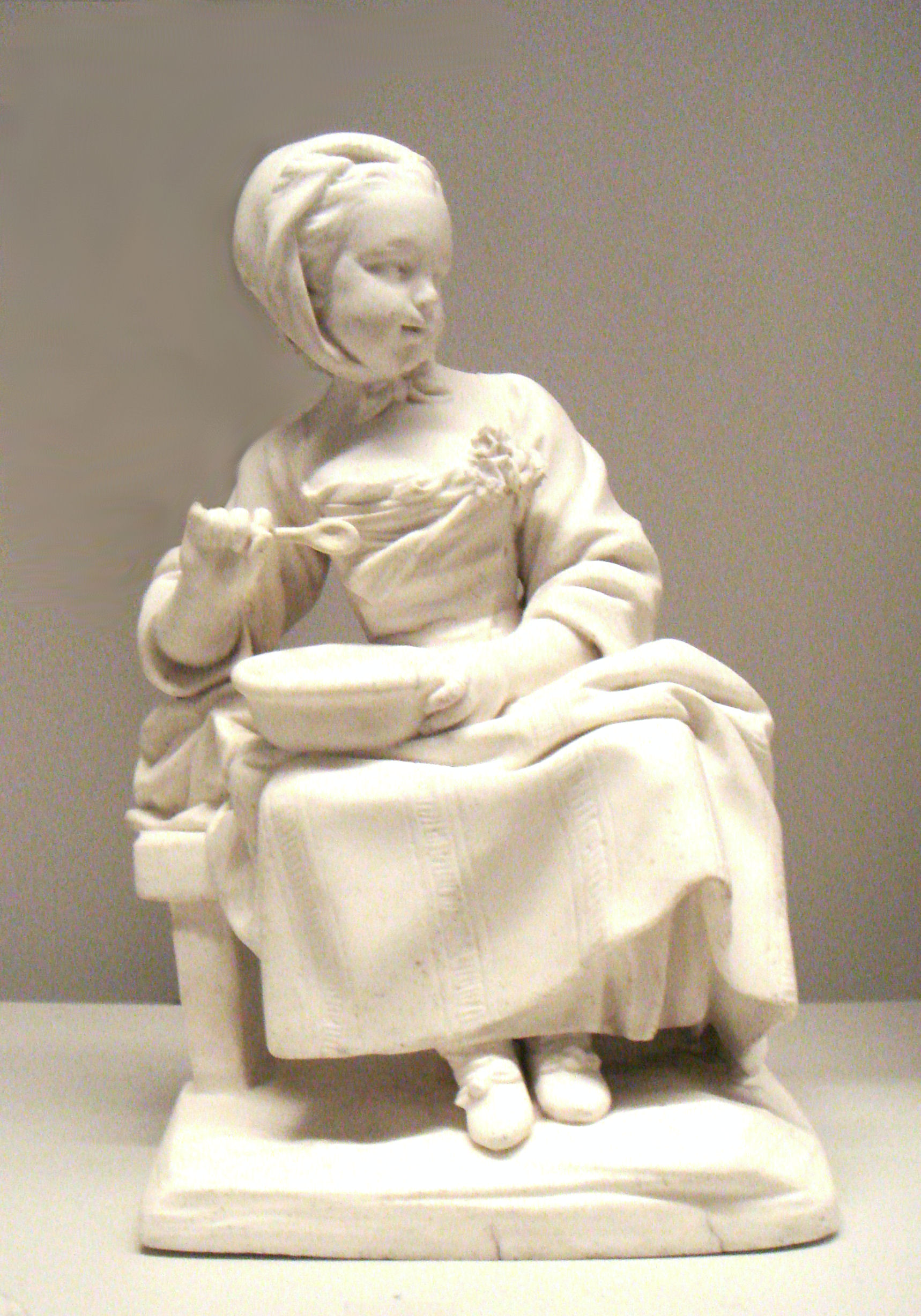
Bescuit de la fàbrica de Vincennes (1754-1755)

El bescuit –o porcellana freda– és un tipus de porcellana blanca i mat, sense esmaltar. És el material resultant del procés que segueix «la ceràmica que ha estat cuita, però encara no ha estat envernissada. La porcellana de bescuit és porosa i absorbeix fàcilment l'aigua, mentre que la ceràmica vidrada i la porcellana d'ossos són molt poc poroses, fins i tot en l'estat de bescuit». La temperatura de cocció és normalment, com a mínim, de 1.000 °C, encara que són habituals temperatures més altes. La cocció del bescuit produeix canvis químics i físics permanents. Com a conseqüència, s'obté un producte molt més dur i resistent, que pot encara ser porós, i això facilita l'aplicació d'esmalts. Amb tot i això, és un producte relativament fràgil, per la qual cosa s'utilitza només com a element decoratiu per a fer-ne estatuetes i altres objectes, i no és adequada per a les vaixelles.
Aquesta tècnica es va començar a fer servir des de mitjan segle xviii, sobretot a França, a la fàbrica de Sèvres, i a Itàlia, a la Reial Fàbrica de Capodimonte (Nàpols). En aquesta època, es van posar de moda les estatuetes i els grups d'escenes pastorils fetes amb bescuit. Al segle xix, se'n van fabricar moltes nines i ninots: les nines de porcellana són fetes de bescuit.